# Hamza Younes
Hamza Younes, né le 16 avril 1986 à Monastir, est un footballeur international tunisien. Il joue au poste d'avant-centre entre 2005 et 2023.

## Clubs
- 2005-janvier 2006 : Union sportive monastirienne (Tunisie)
- janvier 2006-août 2011 : Club sportif sfaxien (Tunisie)
- août 2011-janvier 2012 : Étoile sportive du Sahel (Tunisie)[1]
- janvier 2012-janvier 2014 : FC Petrolul Ploiești (Roumanie)
- janvier-août 2014 : Botev Plovdiv (Bulgarie)[2]
- août 2014-juillet 2015 : PFK Ludogorets Razgrad (Bulgarie)[3]
- juillet 2015-février 2016 : Tractor Sports Club (Iran)[4]
- février-juin 2016 : Clubul Sportiv Concordia Chiajna (Roumanie)[5]
- juin 2016-juillet 2017 : AO Xanthi (Grèce)[6]
- juillet 2017-janvier 2018 : Erzurumspor (Turquie)[7]
- janvier-mai 2018 : Al-Ahli SC (Qatar)[8]
- juillet 2018-septembre 2019 : Aris Salonique (Grèce)
- septembre 2019-octobre 2020 : FC Petrolul Ploieşti (Roumanie)
- octobre 2020-février 2021 : AEL Larissa (Grèce)
- février 2021-janvier 2022 : Concordia Chiajna (Roumanie)
- janvier-avril 2023 : Vointa Limpezis (Roumanie)

## Palmarès

### En club

#### Club sportif sfaxien
- Coupe de Tunisie (1) : 2009
- Coupe de la CAF (2) : 2007, 2008
- Coupe nord-africaine des vainqueurs de coupe (1) : 2009

#### Petrolul Ploiești
- Coupe de Roumanie (1) : 2013

#### Ludogorets Razgrad
- Champion de Bulgarie (1) : 2015

### En sélection
- Championnat d'Afrique des nations (1) : 2011